# Лиепиня, Лига
Ли́га Ли́епиня (латыш. Līga Liepiņa; род. 1946) — советская и латвийская актриса театра и кино.

## Биография
Родилась в Наукшенской волости Валмиерского уезда. Отец — работник лесничества, мать — воспитатель детского сада.
Окончила Мазсалацскую среднюю школу (1964), Народную студию киноактёра Рижской киностудии (1970) и театральный факультет Латвийской государственной консерватории им. Я. Витола (1974).
После окончания учёбы была принята в труппу Государственного театра юного зрителя Латвийской ССР (1971—1976). С 1977 года актриса Латвийского Национального театра, носившего в момент её прихода название Государственный театр драмы Латвийской ССР.
Дебютировала в кино в одной из главных ролей в знаковом фильме Роланда Калныньша «Дышите глубже» (1967). Однако этот фильм не был допущен к прокату, и известность актрисе принесла другая роль — Эммы Карклс в ленте 1969 года «У богатой госпожи», снятой режиссёром Леонидом Лейманисом по мотивам романа Андрея Упита «Улыбающийся лист».
Вдова драматурга и режиссёра Пауля Путныньша.

## Роли в театре

#### Государственный театр юного зрителя Латвийской ССР
- 1971 — Гроза Александра Островского — Варвара
- 1972 — «Играй, музыкант!» по произведениям Александра Чака — Дочь
- 1972 — «Я вижу солнце» Нодара Думбадзе и Григория Лордкипанидзе
- 1973 — «В ожидании Айвара» Гунара Приеде — Дези
- 1974 — «Мистерия о Человеке» по произведениям Владимира Маяковского — Любовь
- 1974 — «Дети капитана Гранта» по роману Жюля Верна — леди Элен Гленарван
- 1975 — «Там где сказки, там где чудеса» Иманта Зиедониса — Мечтательница
- 1976 — «Золотой конь» Райниса — Снежная мать

#### Национальный театр
- 1977 — «На грани веков» по произведениям Андрея Упита — Майя
- 1983 — «Альберт» Хария Гулбиса — Сандра
- 1985 — «Оливер» Хария Гулбиса — Инесе
- 1992 — «Кармен, Кармен!» Аншлава Эглитиса — Эвита Спаре
- 1995 — «Дом Бернарды Альбы» Федерико Гарсиа Лорки — Ангустиас
- 2000 — «Полёт чайки» Андрея Упита — Берта
- 2000 — «Летнее утро» по пьесе Александра Вампилова «Прошлым летом в Чулимске» — Хорошина

## Фильмография
- 1967 — Дышите глубже — Белла
- 1969 — У богатой госпожи — Эмма Карклс
- 1970 — Рыцарь королевы — Эрика
- 1970 — Клав — сын Мартина — Билле
- 1971 — Тростниковый лес — Фанни
- 1972 — Илга-Иволга — Илга
- 1972 — Афера Цеплиса — госпожа Зутис
- 1973 — Прикосновение — Кристина
- 1974 — Не бойся, не отдам! — Марута
- 1974 — Морские ворота — Фина
- 1975 — Наперекор судьбе — Клинта — главная роль
- 1977 — Мужчина в расцвете лет — эпизод
- 1979 — Три минуты лёта — Рената
- 1980 — Не будь этой девчонки… — мать Карлиса
- 1981 — Лимузин цвета белой ночи — Вероника
- 1982 — Моя семья — Айя
- 1982 — Забытые вещи — жена
- 1983 — Каменистый путь — эпизод
- 1984 — Когда сдают тормоза — эпизод
- 1985 — Матч состоится в любую погоду — эпизод
- 1986 — В заросшую канаву легко падать — Лаймите
- 2000 — Страшное лето — Эльза